# Elmo & the Orchestra
Elmo & l'Orchestra è un CD di Sesame Street, che ha vinto il Grammy per Miglior Album Musicale per bambini nel 2001.

## Tracce
1. Introduzione
2. Sinfonia n. 40
3. 24 Caprices Opus No.1
4. Sabre Dance
5. Eine Kleine Nachtmusik
6. Morning Mood
7. Alla Hornpipe
8. J'aime Percussion
9. Valzer op. 64 n. 1
10. Piano Concerto n. 21
11. Thunderstorm
12. Il volo del calabrone
13. Swan
14. Danza della fata confetto
15. Can-can
16. Lullaby
17. Sinfonia n. 94
18. Cavalcata delle Valchirie
19. Sul bel Danubio blu
20. Sinfonia n. 5